# Micronutris
Micronutris est une marque commerciale d'une entreprise française spécialisée dans l'élevage et l'élaboration de produits à base d'insectes comestibles destinés à l'alimentation humaine. Elle a été fondée par Cédric Auriol en 2011.

## Les intérêts de l'entomoculture
L'entomoculture ou élevage des insectes est très peu consommateur d'eau : en effet les grillons domestiques ne boivent que très peu et les Ténébrions meuniers se contentent des apports en eau provenant de leur alimentation.  
Les surfaces nécessaires à l'élevage d'insectes sont beaucoup moins importantes que l'élevage traditionnel : à titre d'exemple 2 kg d'aliments sont nécessaires pour produire 1 kg d'insectes, tandis que les bovins exigent 8 kg d'aliments pour produire 1 kg de viande.

## Production
En 2017, en moyenne, Micronutris élève et produit 1 tonne d'insectes par mois.
Micronutris élève deux espèces d'insectes : la larve du Ténébrion meunier et le grillon domestique. Comme certains crustacés, ils sont ébouillantés avant d'être déshydratés et transformés en poudre. Cette poudre d'insectes est alors incorporée à des produits de consommation courante comme des torsades aux insectes ou des biscuits aux insectes.
Micronutris se focalise sur l'alimentation humaine. Son fondateur, Cédric Auriol, crée en 2019, avec Mehdi Berrada, Agronutris, entreprise spécialisée dans l'élevage et la transformation d'insectes pour l'alimentation animale.